# Castello Estense

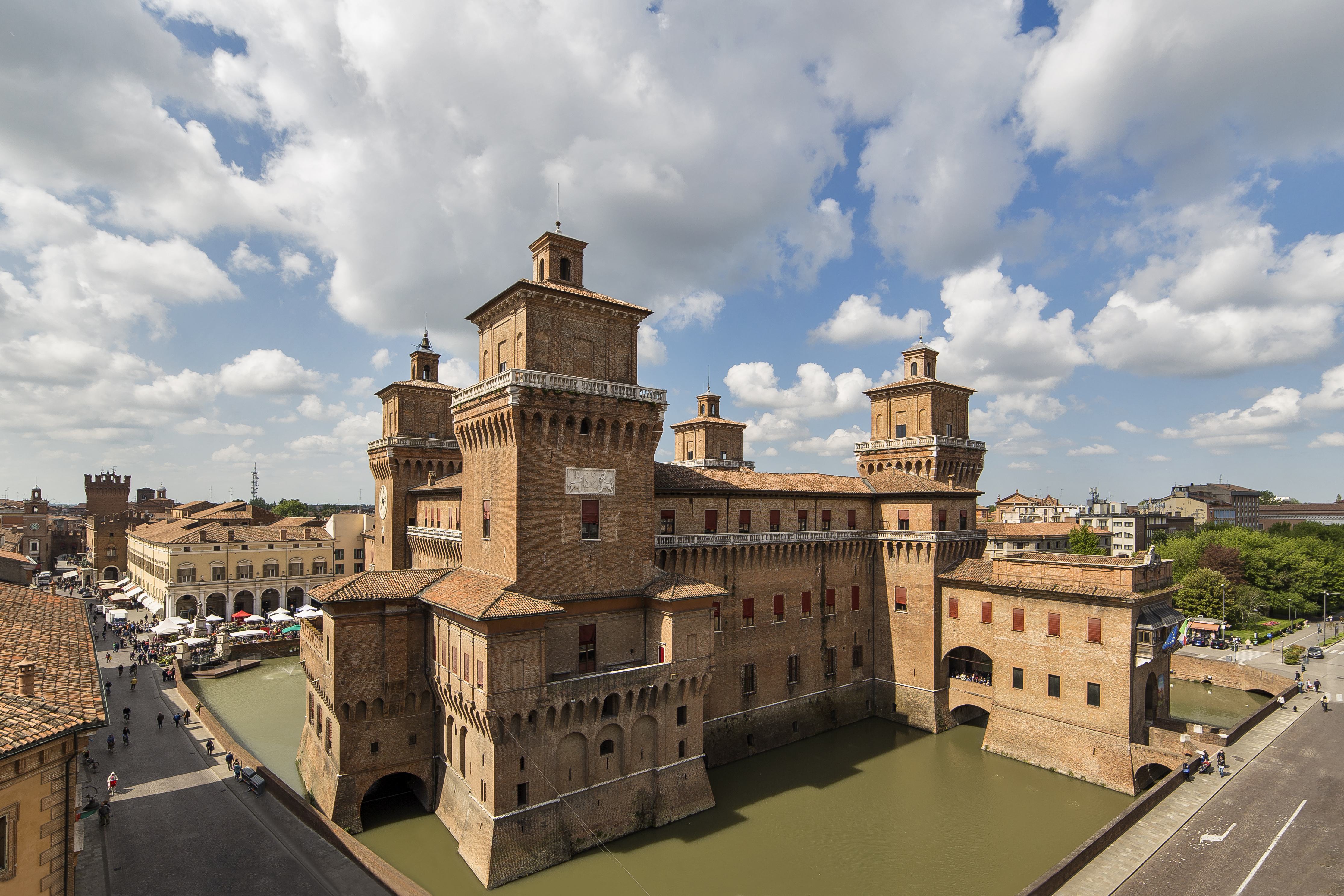

Het  Castello Estense of Castello di San Michele is een kasteel in het Italiaanse Ferrara.  Het omgrachte stenen gebouw met vier torens staat in het centrum van de stad. Het kasteel is na 1385 gebouwd en in 1554 gedeeltelijk gerestaureerd. Het Castello Estense was het hof van het Huis Este en nadien administratief gebouw en museum. Het kasteel bevat verschillende zalen met fresco's. Tussen 2002 en 2004 werd het kasteel gerestaureerd.